# Paniutino
Paniutino  (în ucraineană Панютине, transliterat: Paniutîne), înainte de 1872 se numea Lozovaia-Azov, este un orășel (localitatea de tip urban) în regiunea Harkov, Ucraina, subordonat Consiliului orășenesc Lozovaia. Stație de cale ferată. În 1990 avea 8,0 mii locuitori, în 2017 - 7.242. Înființat în 1869, localitate de tip urban din 1938. Suprafața localității este ușor ondulată. Temperatura medie în ianuarie este de -7,2 °, în iulie + 21,2 °. Nivelul precipitațiilor medii anuale sunt de 476 mm. Suprafața spațiilor verzi este de 3,2 hectare. În Paniutino se află uzina de reparat vagoane „Ukrspețvagon” și un liceu agrar.